# Voillans
Voillans település Franciaországban, Doubs megyében. Lakosainak száma 195 fő (2022. január 1.). Voillans Viéthorey, Autechaux, Baume-les-Dames, Fontaine-lès-Clerval, L’Hôpital-Saint-Lieffroy, Hyèvre-Paroisse és Vergranne községekkel határos.

## Népesség
A település népessége az elmúlt években az alábbi módon változott:
| Lakosok száma | 106  | 115  | 141  | 208  | 207  | 207  | 208  | 204  | 200  | 195  |
|               | 1968 | 1982 | 1990 | 2006 | 2013 | 2015 | 2017 | 2019 | 2020 | 2022 |